# Tales of the Jedi: The Freedon Nadd Uprising
Tales of the Jedi: The Freedon Nadd Uprising es una corta bilogía de cómics basada en el Periodo de la Antigua República de Star Wars, editada en América en inglés por la editorial Dark Horse, que también fue editada más adelante en España bajo el título de Relatos de los Jedi: El Alzamiento de Freedon Nadd.
La serie, que pretendía ser un corto nexo entre la anterior Tales of the Jedi: Knights of the Old Republic y la siguiente que se llamaría Tales of the Jedi: Dark Lords of the Sith, arrasó y tanto en inglés como en español es prácticamente imposible hacerse con una edición; las pocas que se venden es por precios bastante altos.
Dark Horse publicó el primer tomo el 1 de agosto de 1994 y el segundo el 1 de septiembre del mismo año. El recopilatorio no saldría a la venta hasta finales de 1997.

## Historia
Una secta Sith parece operar en Onderon, dirigida por los restante miembros de la familia real antaño gobernante. El Jedi Ulic Qel-Droma y la Jedi Nomi Sunrider deberán descubrir que la sombra del espíritu Sith Freedon Nadd es el verdadero cerebro de la operación que pretende sumir al lejano mundo bajo el puño del Lado Oscuro...

## Apartado técnico
Tom Veitch es de nuevo el guionista de esta serie y los artistas cambian: a los lápices tenemos trabajando conjuntamente a Tony Akins y a Denis Rodier.

## Enlaces
- Dark Horse
- Índice cronológico de cómics de Star Wars

- Datos: Q1070525